# Hördter Rheinaue inklusive Kahnbusch und Oberscherpfer Wald
Hördter Rheinaue inklusive Kahnbusch und Oberscherpfer Wald este o arie protejată (arie de protecție specială avifaunistică — SPA) din Germania întinsă pe o suprafață de 1.976 ha, integral pe uscat.

## Localizare
Centrul sitului Hördter Rheinaue inklusive Kahnbusch und Oberscherpfer Wald este situat la coordonatele 49°07′41″N 8°20′39″E / 49.1281°N 8.3442°E.

## Înființare
Situl Hördter Rheinaue inklusive Kahnbusch und Oberscherpfer Wald a fost declarat arie de protecție specială avifaunistică în ianuarie 2004 pentru a proteja 25 de specii de animale.

## Biodiversitate
Situată în ecoregiunea continentală, aria protejată nu include niciun habitat protejat.
La baza desemnării sitului se află mai multe specii protejate de  păsări (25): lăcar mare (Acrocephalus arundinaceus), lăcar-de-rogoz (Acrocephalus schoenobaenus), fluierar de munte (Actitis hypoleucos), pescăruș albastru (Alcedo atthis), Ardea cinerea cinerea, barză albă (Ciconia ciconia ciconia), erete de stuf (Circus aeruginosus), erete vânăt (Circus cyaneus), ciocănitoarea de stejar (Dendrocopos medius), ciocănitoare neagră (Dryocopus martius), egretă albă (Egretta alba), șoimul rândunelelor (Falco subbuteo), frunzăriță galbenă (Hippolais icterina), Ixobrychus minutus minutus, capîntortură (Jynx torquilla), sfrâncioc roșiatic (Lanius collurio), Luscinia svecica cyanecula, gaia neagră (Milvus migrans), gaia roșie (Milvus milvus), codobatura galbenă (Motacilla flava), viespar (Pernis apivorus), ciocănitoare verzuie (Picus canus), Rallus aquaticus aquaticus, pițigoi-pungar (Remiz pendulinus), nagâț (Vanellus vanellus).